# مرتضی حسن‌پور فرد خراشاد
مرتضی حسن پور (۱۳۲۱، خراشاد-۱۲ تیر ۱۴۰۴) اولین پرستار مرد ایرانی و از پژوهشگران این رشته بود.

## زندگینامه
وی در سال ۱۳۲۱ در روستای خراشاد از توابع بخش مرکزی شهرستان بیرجند به دنیا آمد. وی پس از اتمام تحصیلات مقدماتی برای ادامه تحصیل به مشهد رفت و پس از دوره متوسطه در دبیرستان مستوفی وارد آموزشگاه عالی پرستاری جرجانی مشهد شد.
پس از تکمیل دوره لیسانس از دانشگاه مشهد در سال ۱۳۴۷ و اخذ لیسانس مدیریت پرستاری از دانشگاه شیراز در سال ۱۳۵۳ جهت تکمیل تحصیلات عازم آمریکا شد. او با اخذ مدرک کارشناسی ارشد پرستاری از دانشگاه ایالتی کالیفرنیا و مدرک دانشوری در تعلیم و تربیت گروه پزشکی از دانشگاه کالیفرنیای جنوبی و با ناتمام گذاشتن دوره دکتری در تعلیم و تربیت گروه پزشکی در دانشگاه کالیفرنیای جنوبی در سال ۱۳۵۸ به ایران بازگشت و به عنوان عضو هیئت علمی، در دانشگاه علوم پزشکی مشهد به تدریس پرداخت.

## حرفه
حسن پور به عنوان اولین پرستار مرد، با تحصیلات آکادمیک در ایران، از سال ۱۳۴۸ در سپاه بهداشت بندرعباس مشغول به خدمت بود و سپس در دانشگاه علوم پزشکی مشهد، به تدریس پرداخت. 
وی علاوه بر ریاست دانشکده پرستاری و آموزشکده پیراپزشکی دانشگاه علوم پزشکی مشهد، دوره‌های کارشناسی پرستاری را در دانشگاه‌های شهرهای بیرجند، سبزوار، گناباد و رشته‌های کاردانی رادیوتراپی، رادیولوژی و تکنیسین اتاق عمل و کارشناسی علوم آزمایشگاهی را در دانشگاه علوم پزشکی مشهد، راه اندازی نمود.
حسن پور علاوه بر اینکه دارای تالیفاتی در زمینه پرستاری می‌باشد، از سال ۱۳۸۰، کلاسهایی را در جهت سلامت فردی و اجتماعی، برای دانش آموزان مناطق محروم شهری و روستایی برگزار می‌کند. وی پس از بازنشستگی در سال ۱۳۸۴، هم‌اکنون به پژوهش در حوزه سلامتی ادامه می‌دهد.

## بزرگداشت
از وی به عنوان مربی نمونه توسط دکتر محمد فرهادی وزیر وقت بهداشت، درمان و آموزش پزشکی تقدیر به عمل آمد. 
همچنین در سال ۱۳۸۲ از وی به عنوان پیشکسوت جامعه پرستاری توسط دکتر مسعود پزشکیان وزیر وقت و در همان سال به عنوان استاد پرستاری توسط سید محمد خاتمی رئیس‌جمهور وقت، تجلیل به عمل آمد.
در سال ۱۳۸۶ نیز دکتر کامران باقری لنکرانی وزیر بهداشت و درمان و آموزش پزشکی وقت از وی به عنوان پیشکسوت تقدیر کرد.
سازمان نظام پرستاری ایران، در سال ۱۳۸۶ از وی به عنوان اولین پرستار مرد ایران، تقدیر به عمل آورد.